# Ubuntu (philosophie)
Pour les articles homonymes, voir Ubuntu.
Le mot « Ubuntu », issu de langues bantoues d'Afrique centrale, orientale et australe, désigne une notion proche des concepts d’humanité et de solidarité. En Afrique du Sud, ce terme a été employé, notamment par les prix Nobel de la paix Nelson Mandela et Desmond Tutu, pour dépeindre un idéal de société opposé à la ségrégation durant l’apartheid, puis pour promouvoir la réconciliation nationale.
Selon l’archevêque Desmond Tutu, auteur de Reconciliation: The Ubuntu Theology : « Quelqu’un d'Ubuntu est ouvert et disponible pour les autres » car il a conscience « d’appartenir à quelque chose de plus grand ».

## Étymologie
Issu de langues bantoues (zoulou, xhosa, ndébélé, swati, Swahiri, kirundi, lingala, etc), le mot ubuntu est formé à partir du préfixe « ubu- » servant à former un substantif abstrait, et du radical « -ntu » désignant un être humain. Sa construction est donc analogue à celle du mot français « humanité ».

## Concept
Une définition commune en donne pour sens « la qualité inhérente au fait d'être une personne parmi d'autres personnes ». Le terme ubuntu est souvent lié au proverbe « Umuntu ngumuntu ngabantu » ou « Umuntu ni Abantu » signifiant approximativement : « Je suis ce que je suis parce que vous êtes ce que vous êtes », ou d’une manière plus littérale : « Je suis ce que je suis grâce à ce que nous sommes tous », ou bien : « une personne humaine c’est toutes les personnes humaines ».
Le 14ᵉ dalaï-lama y voit une similarité avec la croyance fondamentale selon laquelle nous sommes tous interdépendants et devons donc nous conduire avec le sens de la responsabilité universelle.

## Contexte historique
Le terme « ubuntu » est un concept présent dans toutes les langues bantu (en lingala « Bomoto », en kikongo « kimuntu », en punu « Butu », en kinyarwanda et kirundi « Ubuntu »…). Il a été remis au goût du jour avec la fin de l’apartheid en Afrique du Sud. En 1995, la Commission vérité et réconciliation menée par Mgr Desmond Tutu se donnait pour objectif de procéder à des amnisties individuelles aux auteurs de violations des droits de l'homme. En échange, ces derniers s'engageaient à révéler l'intégralité de leurs actions. Cette procédure fait écho à la Constitution de 1993, qui énonce le « besoin d'ubuntu et non de victimisation. »

« Quelqu'un d'ubuntu est ouvert et disponible pour les autres, dévoué aux autres, ne se sent pas menacé parce que les autres sont capables et bons car il ou elle possède sa propre estime de soi — qui vient de la connaissance qu'il ou elle a d'appartenir à quelque chose de plus grand — et qu'il ou elle est diminué quand les autres sont diminués ou humiliés, quand les autres sont torturés ou opprimés. »

— Desmond Tutu

## Discours d'Obama
Le 10 décembre 2013, le président des États-Unis Barack Obama tient un discours-hommage pour les funérailles de Nelson Mandela :

« Enfin, Mandela a compris les liens qui unissent les esprits des hommes. Il y a un mot en Afrique du Sud – Ubuntu – qui décrit sa plus grande contribution : il a reconnu le fait que nous sommes tous liés les uns aux autres d’une façon que l’œil ne peut pas voir ; il y a une unité pour l’humanité ; c’est en partageant avec les autres et en nous occupant de ceux qui nous entourent que nous nous réalisons. Jamais nous ne pourrons savoir quelle part de cette idée était innée en lui, et quelle part s’est peu à peu façonnée dans l’ombre et la solitude de sa cellule. Mais nous nous rappelons ses gestes, les grands et les petits, lorsqu’il a accueilli ses geôliers comme des invités d’honneur lors de son investiture, lorsqu’il a pris place sur le terrain en uniforme de Springbok, lorsqu’il a transformé le déchirement de cœur de sa famille en un appel à affronter le VIH/SIDA – voilà qui a révélé combien profondes étaient son empathie et sa compréhension. Il n’a pas seulement incarné l’Ubuntu ; il a enseigné à des millions de personnes comment trouver cette vérité en elles-mêmes. Il fallait un homme comme Madiba pour libérer non seulement le prisonnier, mais aussi le geôlier ; pour montrer que l’on doit faire confiance aux autres pour qu’ils aient confiance en vous ; pour enseigner que la réconciliation ne consiste pas à occulter un passé cruel, mais à l’affronter avec un esprit d’accueil, de générosité et de vérité. Il a changé les lois, mais également les cœurs. »

— Barack Obama

## En informatique
En 2004, le nom d’« Ubuntu » est donné à une distribution Linux développée par la société Canonical sous l’impulsion de l’entrepreneur sud-africain et britannique Mark Shuttleworth.

## En astronomie
L'astéroïde (202373) Ubuntu est nommé en l'honneur du sens philosophique de ce mot